# Vickii Cornborough
Pas d'image ? Cliquez ici

a Compétitions nationales et continentales officielles uniquement.

b Matchs officiels uniquement.
Vickii Cornborough, née le 3 mars 1990 à Portsmouth (Angleterre), est une joueuse internationale anglaise de rugby à XV évoluant au poste de pilier.

## Biographie
Vickii Cornborough naît le 3 mars 1990. En 2022, elle évolue en club à Harlequins. Elle compte 70 sélections en équipe d'Angleterre quand elle est retenue en septembre 2022 pour disputer la Coupe du monde en Nouvelle-Zélande sous les couleurs de son pays.